# Phil Trumbo
Phil Trumbo es un director de arte, diseñador gráfico y director de cine estadounidense. Es profesor y presidente del departamento de juegos y medios digitales en el campus de Kirkland del Instituto Tecnológico de Lake Washington y es el creador de numerosos videojuegos populares.

## Educación y enseñanza
Phil Trumbo tiene una licenciatura en Bellas Artes de la Universidad de la Mancomunidad de Virginia y estudió Animación Clásica, Guion Gráfico y Anatomía en el Instituto Americano de Animación en Hollywood, California. Trumbo ha exhibido y dado conferencias en el American Film Institute, la Universidad de Antioch en Londres, Game Developers Conference, Siggraff, UNICEF en París, la Universidad de Brighton en Inglaterra y la Universidad de Washington. Enseñó arte y animación en el DigiPen Institute of Technology y en la Universidad de la Mancomunidad de Virginia.

## Biografía
Según el artista Stephen Hickman, la Universidad de la Mancomunidad de Virginia en Richmond era "un paraíso bohemio a finales de los años sesenta". En enero de 1983, Trumbo y Steven Segal instalaron una nave espacial para preparar el rodaje de la actriz Mary Copeland y el actor/animador Jim Jinkins. Los cuatro trabajaron durante una semana en un proyecto para MTV filmando escenas de 10 segundos para su posible uso como anuncios de identificación en el entonces joven canal de música de televisión por cable. Cuando el bajista Trumbo se unió al grupo de improvisación y jazz experimental Orthotonics en 1979 en Richmond, Virginia, comenzaron a incorporar su arte y lanzaron tres álbumes antes de separarse en 1989.
Durante el tiempo que vivió en Richmond, Phil Trumbo fue artista de exposiciones y colaborador del tabloide cómico Fan Free Funnies junto con los artistas Bill Nelson y Charles Vess. En 1982 apareció una ilustración de Trumbo en Heavy Metal Magazine. El cortometraje Futuropolis de Trumbo y Steve Segal de 1984 se proyectó en el Biograph Theatre de Richmond y luego estuvo disponible en YouTube.
FT Rea, también colaborador de Fan Free Funnies , fue gerente del Biograph Theatre en Richmond y ha escrito que "In the Fan, a principios de la década de 1970, había un grupo de artistas jóvenes, en su mayoría formados en VCU, que crearon pinturas y grabados en un estilo que le debía mucho a los viejos dibujos animados. Algunos de ellos también estaban haciendo cortometrajes en Super 8 y 16 mm y pasaban el rato en el Biograph ". Rea agrega: "Debido a su refinado talento para dibujar caricaturas, el más obvio de este grupo fue Phil Trumbo". Rea cita la afirmación de Trumbo de que "todos fuimos influenciados por el increíble trabajo de los caricaturistas clandestinos de los sesenta... como Robert Crumb, Rick Griffith, S. Clay Wilson y Trina Robbins".
Trumbo se convirtió en un "visualista" con un grupo contratado para crear el programa de televisión infantil Pee-Wee's Playhouse y recibió un Emmy por la introducción que diseñó para la serie. Trumbo fue nominado por primera vez para el premio Emmy diurno por logros destacados en título principal y diseño gráfico y luego ganó el premio Emmy diurno por logros destacados en título principal y diseño gráfico. Otros premios incluyeron el premio Stevie de la revista Forbes al mejor equipo creativo, el premio Deloitte & Touche Fast 50 a las empresas de más rápido crecimiento para Amaze Entertainment, tres premios ClioNominaciones a animación, dirección y efectos especiales en comerciales animados y Critic's Choice Award en el Festival Internacional de Cine y Video Independiente de Nueva York.
Junto con Trumbo, en el grupo de talentos de producción de Pee-Wee's Playhouse se incluyeron el artista Wayne White, el dibujante clandestino Gary Panter, la visualista Prudence Fenton, Mark Mothersbaugh de Devo y Rob Zombie como asistente de producción. El director de animación Phil Trumbo fue entrevistado junto con la productora sénior de animación Prudence Fenton y el creador/estrella de Pee-wee Paul Reubens sobre la producción de la casa de juegos.
En 1984 codirigió Futuropolis con Steve Segal. Ha trabajado como artista de guion gráfico, humorista gráfico, director de animación, editor de efectos especiales y director creativo en una amplia gama de producciones.
En 1991, fue el diseñador de 13 episodios y el artista del guion gráfico de dos episodios de la serie de televisión Doug. En 1995 fue director de arte del videojuego Izzy's Quest for Olympic Rings . En 2002 fue supervisor de efectos visuales del cortometraje de comedia Titanic II , y en 2003 fue director creativo del videojuego Disney's Brother Bear.